# Anton Hromada
Anton Hromada (* 23. Dezember 1841 in Kladno; † 21. Juni 1901 in Stuttgart) war ein böhmischer Theaterschauspieler und Sänger (Bariton).

## Leben

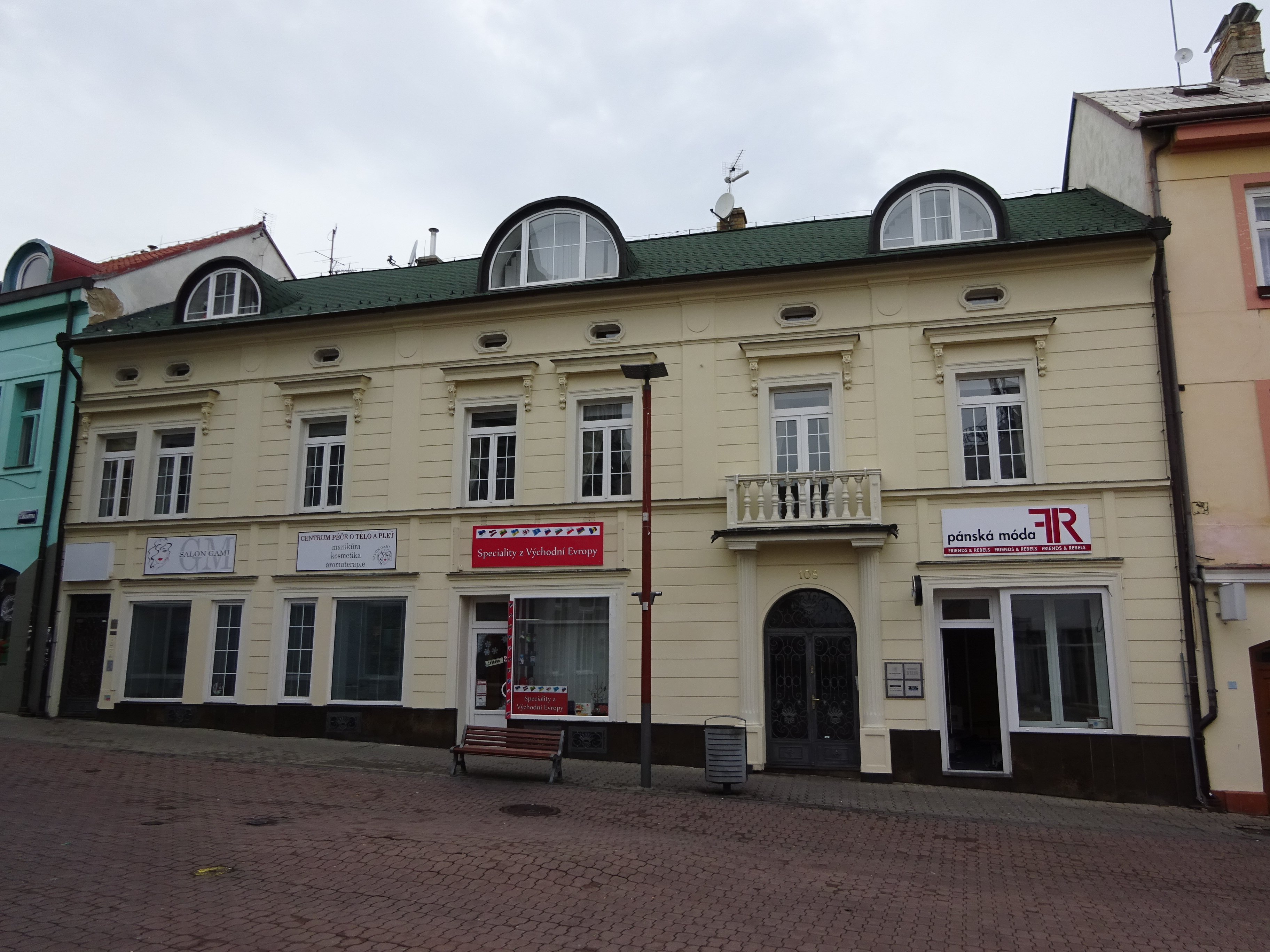
Hromadas Geburtshaus in Kladno (Aufnahme 2020)

Hromada sang als Kind zunächst im Chor seiner Heimatstadt. Das Geld, das er später als Kirchensänger in Prag verdiente, ermöglichte ihm den Besuch des dortigen Gymnasiums. Mit verschiedenen musikalischen Gelegenheitsarbeiten konnte er sich sein Musikstudium verdienen.
Hromada gehörte ab Mai 1866 zum Ensemble des Königlichen württembergischen Hoftheaters. Seine erste Rolle war die des Ottokar im Freischütz. König Karl von Württemberg ernannte Hromada zum Königlichen Kammersänger, womit die lebenslange Anstellung am Hoftheater verbunden war. 1891 konnte er sein 25-jähriges Bühnenjubiläum feiern. Daneben war Hromada als Gesangslehrer am Königlichen Konservatorium in Stuttgart tätig.

## Ehrungen
- Goldene Medaille für Kunst und Wissenschaft